# Wilfried I.

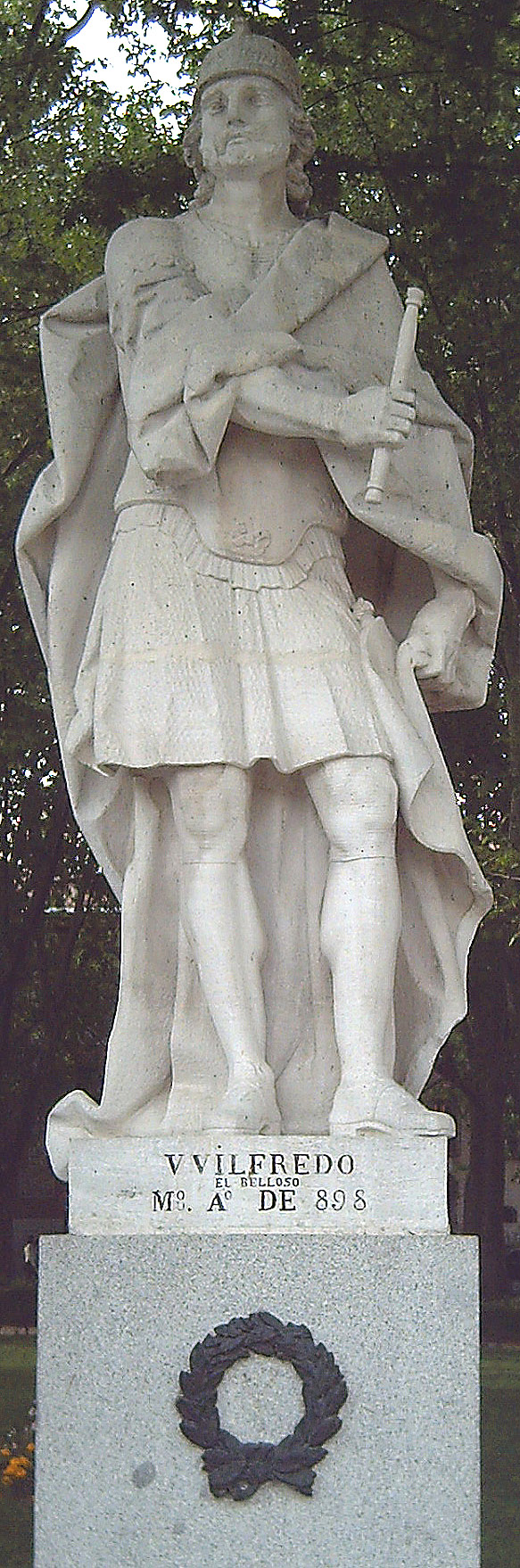
Wilfried der Haarige (Statue in Madrid, L.S. Carmona, 1750-53).

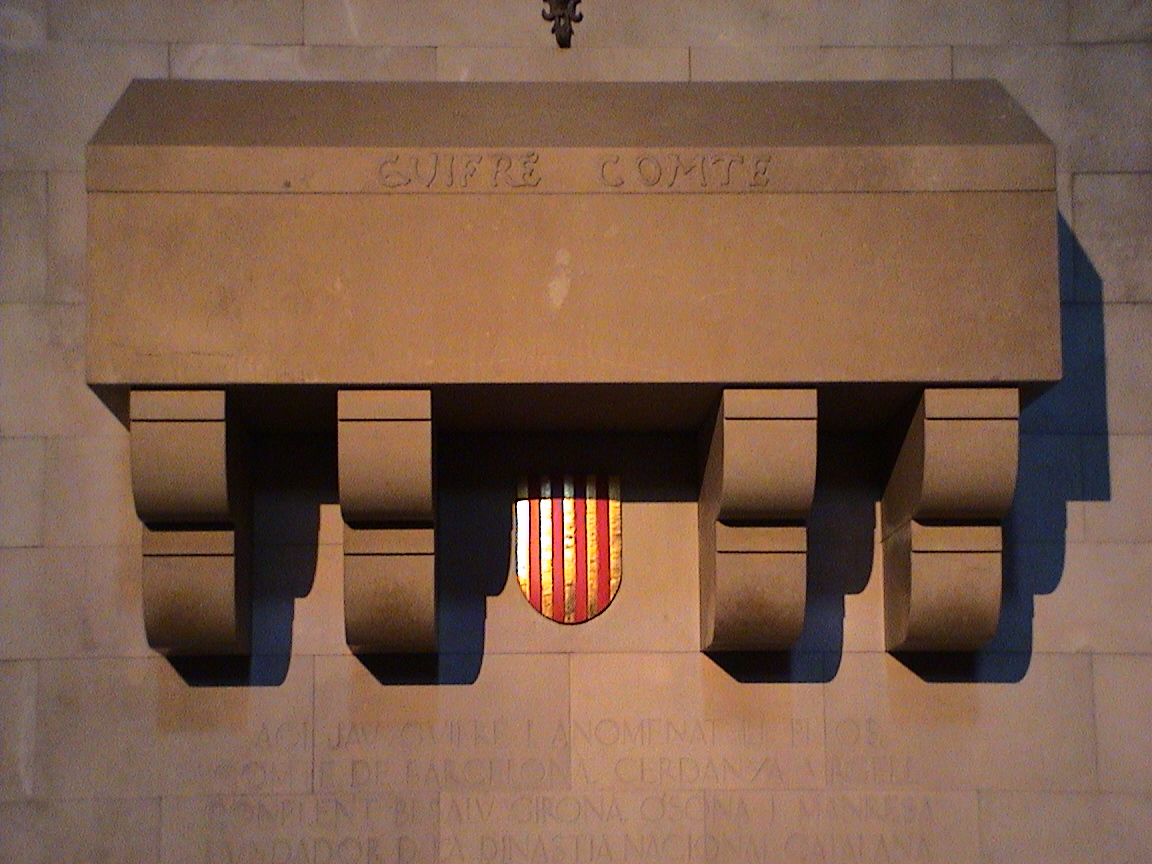
Grab Wilfrieds in Ripoll

Wilfried I. von Barcelona, genannt Wilfried der Haarige, (katalanisch Guifré el Pilós [giˈfɾe əl piˈlos], spanisch Wifredo el Velloso; † 11. August 897) war ein katalanischer Adliger und gilt als Gründer Kataloniens. Sein Beiname ist ein bewusster Gegenbegriff zu seinem fränkischen Lehnsherrn (bis 865), Karl dem Kahlen.

## Leben
Wilfried stammte aus der Gegend von Carcassonne. Sein Geburtsort wird nahe Prades in der Grafschaft Conflent vermutet.
Als Graf von Urgell und Cerdanya (seit 870) übertrugen ihm die Karolinger 878 die Grafschaften Barcelona, Girona und Besalú in der Spanischen Mark. Er vereinte diese Grafschaften sowie das Bistum Osona und Montserrat zu einem vom Frankenreich weitgehend autonomen Reich, das er von Barcelona aus verwaltete.
Wilfried war der letzte von den Franken eingesetzte Graf von Barcelona. Von Karl dem Kahlen erhielt er das Recht, seine Titel und Ländereien zu vererben. Von da an stimmte der Frankenkönig lediglich noch der Übertragung der Titel zu. So entstand die Dynastie der Grafen von Barcelona, die die Grundlagen der Unabhängigkeit Kataloniens legten.
Zu dieser Zeit entstanden wohl auch die Landesfarben Kataloniens. Der Legende nach besuchte Karl der Kahle den nach einem Kampf verwundeten Wilfried am Krankenbett. Dort tauchte er seine Finger in das Blut des Verwundeten und zog damit vier rote Streifen über dessen wappenlosen Schild. So entstanden die quatre barres, die das gelbe Tuch der katalanischen Fahne (Senyera) durchziehen.
Wilfried errichtete um das Jahr 880 das Kloster Santa Maria de Ripoll, das als „Wiege Kataloniens“ bezeichnet wird und im Jahr 885 das Frauenkloster im nahegelegenen Sant Joan de les Abadesses, wo seine Krone aufbewahrt wird. In beiden Klöstern setzte er seine Kinder als Abt bzw. Äbtissin ein.
Als geistlicher Führer Kataloniens wurde sein Enkel Oliba de Besalú, der ebenfalls Abt von Ripoll war, berühmt.

## Nachkommen
Wilfried und seine Ehefrau Guinidilda (Winilda), die seit 877 verheiratet waren, hatten mindestens neun Kinder:
1. Rodulfo († 940), Bischof von Urgell und Abt von Ripoll
2. Wilfried II. Borrell († 911), Graf von Barcelona, Girona und Osona, heiratete Gersende, wohl Gersende von Toulouse, Tochter von Odo Graf von Toulouse (Haus Toulouse)
3. Sunyer I. († 950), Graf von Barcelona, Girona und Osona, heiratete Richilde von Toulouse, Tochter von Armengol, Graf von Rouergue (Haus Toulouse)
4. Miró, Graf von Besalú und Cerdanya
5. Sunifred II. († 948), Graf von Urgell, heiratete Adelais von Toulouse, Tochter von Armengol, Graf von Rouergue (Haus Toulouse)
6. Emma († 942), Äbtissin von Sant Joan de les Abadesses bei Ripoll
7. Riquilla
8. Ermesinde († nach 925)
9. Cixilona († 945), Nonne
10. Guinidilda(?), Ehefrau von Raimund II. Graf von Toulouse († 923)